# Притча про робітників у винограднику
При́тча про робітникі́в у виногра́днику — це християнська притча про робітників у винограднику. В цій притчі показано те що Бог оцінює і слідкує за нашими справами, тому ми повинні знати, що «перші можуть бути останніми, а останні першими». Отже, не слід бути впевненим у своїй доброті, а завжди виконувати Божі заповіді. Ця притча описується у Євангелії Від Матвія 20:1–16.

## Оригінальний текст
| Євангеліє                | Цитата |
| ------------------------ | --- |
| Від Матвія (Мт. 20:1-16) | \| \| Бо Царство Небесне подібне одному господареві, що вдосвіта вийшов згодити робітників у свій виноградник. Згодившися ж він із робітниками по денарію за день, послав їх до свого винограднику. А вийшовши коло години десь третьої, побачив він інших, що стояли без праці на ринку, та й каже до них: Ідіть і ви до мого винограднику, і що буде належати, дам вам. Вони ж відійшли. І вийшов він знов о годині десь шостій й дев'ятій, і те саме зробив. А вийшовши коло години одинадцятої, знайшов інших, що стояли без праці, та й каже до них: Чого тут стоїте цілий день безробітні? Вони кажуть до нього: Бо ніхто не найняв нас. Відказує їм: Ідіть і ви в виноградник. Коли ж вечір настав, то говорить тоді до свого управителя пан винограднику: Поклич робітників, і дай їм зарплату, почавши з останніх до перших. І прийшли ті, що з години одинадцятої, і взяли по денарію. Коли ж прийшли перші, то думали, що вони візьмуть більше. Та й вони по динару взяли. А взявши, вони почали нарікати на господаря, кажучи: Ці останні годину одну працювали, а ти прирівняв їх до нас, що витерпіли тягар дня та спекоту… А він відповів і сказав до одного із них: Не кривджу я, друже, тебе, хіба не за денарія згодився зо мною? Візьми ти своє та й іди. Але я хочу дати й цьому ось останньому, як і тобі. Чи ж не вільно мені зо своїм, що я хочу, зробити? Хіба око твоє заздре від того, що я добрий? Отак будуть останні першими, а перші останніми! \| |
|                          | Бо Царство Небесне подібне одному господареві, що вдосвіта вийшов згодити робітників у свій виноградник. Згодившися ж він із робітниками по денарію за день, послав їх до свого винограднику. А вийшовши коло години десь третьої, побачив він інших, що стояли без праці на ринку, та й каже до них: Ідіть і ви до мого винограднику, і що буде належати, дам вам. Вони ж відійшли. І вийшов він знов о годині десь шостій й дев'ятій, і те саме зробив. А вийшовши коло години одинадцятої, знайшов інших, що стояли без праці, та й каже до них: Чого тут стоїте цілий день безробітні? Вони кажуть до нього: Бо ніхто не найняв нас. Відказує їм: Ідіть і ви в виноградник. Коли ж вечір настав, то говорить тоді до свого управителя пан винограднику: Поклич робітників, і дай їм зарплату, почавши з останніх до перших. І прийшли ті, що з години одинадцятої, і взяли по денарію. Коли ж прийшли перші, то думали, що вони візьмуть більше. Та й вони по динару взяли. А взявши, вони почали нарікати на господаря, кажучи: Ці останні годину одну працювали, а ти прирівняв їх до нас, що витерпіли тягар дня та спекоту… А він відповів і сказав до одного із них: Не кривджу я, друже, тебе, хіба не за денарія згодився зо мною? Візьми ти своє та й іди. Але я хочу дати й цьому ось останньому, як і тобі. Чи ж не вільно мені зо своїм, що я хочу, зробити? Хіба око твоє заздре від того, що я добрий? Отак будуть останні першими, а перші останніми!          |

## Богословське тлумачення
На цьому прикладі Ісус Христос показав, що розподіл нагород серед всіх нас — це справа Бога. Дійсно, можлива така ситуація, що ті, які багато працюють, і ті, які працюють мало, отримують однакову винагороду. Бо винагорода залежить від доброти, доброчинності, милосердя, благодаті Господа Бога.
Через те першим не треба гордитися своєю першістю, своєю високістю, своїми титулами, своїми заслугами, своєю мудрістю, своєю посадою, своєю зверхністю, бо може бути так, що їх зрівняють з останніми, або останні можуть отримати перевагу над першими. І повчально для тих, хто творить для себе культ і звеличення на цій землі, у різних колективах та державах.
Адже всі ми, що працюємо на винограднику Христовому, не повинні забувати, що останні можуть бути першими, а перші — останніми. Бо все оцінює Бог і вирішує Бог. Все в Його руках, тому найвищий може бути там «де вогонь палає і скрегіт зубів», а найнижчий — у раю вічного Божого Царства.

Незважаючи на те, що на початку притчі сказано, що під виноградником розуміється Царство Небесне, у богословів були різні думки з даного питання. Оріген під виноградником розумів церкву, а Іван Золотоустий — «поведінки і заповіді Божі». Феофілакт Болгарський пише, що пан виноградника це Ісус Христос, який наймає людей «  для обробітку виноградника, тобто, своєю власною  душею ». При цьому він особливо коментує кого слід розуміти під працівниками, найнятими в різний час:
одного вранці, тобто, в юному віці, іншого в третій годині, тобто, близько двадцяти п'яти років, інших в шостому і дев'ятій годині, тобто, років тридцяти від роду і взагалі в чоловічому віці, а в одинадцятій годині - старців, бо багато, і в старості увірували, отримали порятунок. 

Аверкій (Таушев) пише, що в образі рівної плати всім працівникам показано, що «нагорода залежить не від заслуг людських, а виключно від милості Божої».